# Miguel Ángel Llera Garzón
Miguel Ángel Llera (Castilleja de la Cuesta, 7 d'agost de 1979) és un futbolista andalús, que ocupa la posició de defensa.

## Trajectòria esportiva
Sorgeix del Recreativo de Huelva. Jugant amb el filial onubenc és cedit al veí conjunt del San Fernando. El 2001 fitxa per l'Alacant CF, amb qui juga més d'un centenar de partits. L'estiu del 2005 recala al Nàstic de Tarragona.
L'equip català va pujar a primera divisió eixe any i l'andalús va contribuir amb 27 partits. L'any següent, a la màxima categoria, només en juga 12. Marxa a l'Hèrcules CF, on tampoc aconsegueix reeixir.
El setembre del 2008 es trasllada al Milton Keynes Dons de la League One anglesa, on roman una temporada abans de fitxar per un altre equip britànic, el Charlton Athletic FC.